# Молочнокислые бактерии
Молочнокислые бактерии — группа микроаэрофильных грамположительных микроорганизмов, сбраживающих углеводы с образованием молочной кислоты как одного из основных продуктов. 

## История
Молочнокислое брожение стало известно людям на заре развития цивилизации. С тех пор им пользуются в домашних условиях и в пищевой промышленности для переработки и сохранения еды и напитков. Традиционно к молочнокислым бактериям относят неподвижных, неспорообразующих кокковидных или палочковидных представителей отряда Lactobacillales (например, Lactococcus lactis или Lactobacillus acidophilus). В эту группу входят бактерии, которые используются в ферментации молочных продуктов, овощей. Молочнокислые бактерии играют важную роль в приготовлении теста, какао и силоса. Несмотря на близкое родство, патогенные представители отряда Lactobacillales (например, пневмококки Streptococcus pneumoniae) обычно исключаются из группы молочнокислых бактерий.
С другой стороны, дальние родственники Lactobacillales из класса актинобактерий — бифидобактерии часто рассматриваются в одной группе с молочнокислыми бактериями. Некоторых представителей аэробных спорообразующих родов Bacillus (например, Bacillus coagulans) и Sporolactobacillus (например, Sporolactobacillus inulinus) иногда включают в группу молочнокислых бактерий из-за сходства в метаболизме углеводов и их роли в пищевой промышленности.
В природе молочнокислые бактерии встречаются на поверхности растений (например, на листьях, фруктах, овощах, зёрнах), в молоке, наружных и внутренних эпителиальных покровах человека, животных, птиц, рыб. Таким образом, помимо своей роли в производстве пищи и кормов, молочнокислые бактерии играют важную роль в живой природе, сельском хозяйстве и нормальной жизнедеятельности человека.

## Виды
- Одним из наиболее распространенных видов молочнокислых бактерий является такой вид бактерий, как Lactococcus lactis. Это неподвижные кокки, не образующие спор, хорошо окрашиваются анилиновыми красителями и по Граму, в молодом виде имеют форму стрептококка. На мясо-пептонном агаре дают точечные круглые колонии, в толще агара — чечевицеобразные. L. lactis разлагает сахар без образования газов на две молекулы молочной кислоты. Наиболее благоприятная для развития температура составляет +30…+35 °C.

Молочнокислый лактококк постоянно встречается в самопроизвольно скисшем молоке. Под воздействием этой бактерии молоко обычно свертывается в течение первых 24 часов. Когда содержание молочной кислоты достигнет 6—7 г на литр, сбраживание сахара прекращается, так как более высокая кислотность губительно воздействует на молочнокислый лактококк.
- Lactobacillus delbrueckii subsp. bulgaricus — болгарская палочка. Бактерия названа так, потому что в своё время была выделена из болгарского кислого молока «йогурта». Неспорооробразующая неподвижная бактерия, достигающая 20 мкм в длину и часто соединяющаяся в короткие цепочки.

Является термофильной, и лучше всего растет при температуре от 42 °C. Молоко свертывает быстро, причем содержание молочной кислоты в нём доходит до 32 г/л, что в пять раз больше, чем при заражении молочнокислым стрептококком.